# ウィリアム・ハークネス

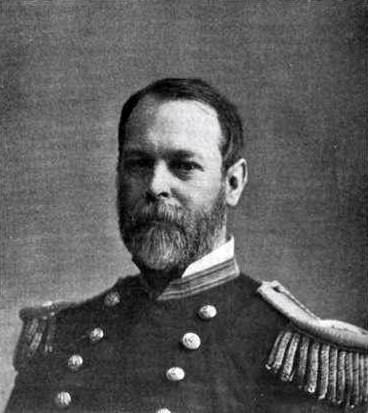
ウィリアム・ハークネス

ウィリアム・ハークネス（William Harkness、1837年12月17日 - 1903年2月28日）は、スコットランド生まれのアメリカ合衆国の天文学者。

## 経歴
スコットランドのw:Ecclefechanに生まれた。1839年にアメリカ合衆国に移住し、ラファイエット大学、ロチェスター大学で学んだ後、ニューヨークで薬学を学んだ。南北戦争では北軍に外科医として参加した。1862年から1865年の間、アメリカ海軍天文台に加わり数学の教授を務め、軍艦での勤務の後、水路局で働いた。1869年の日食観測ではコロナのスペクトルの中にK線を発見した。1872年の金星の日面通過はオーストラリアのタスマニア島のホバートで行い、1882年の日面通過はワシントンで観測した。1894年から1899年の間アメリカ海軍天文台長、1897年から1899年の間は航海暦局長を務め、アメリカ科学振興協会の会長も務めた。1899年海軍准将に昇進後、引退した。望遠鏡の設計や観測機器の開発に功績があった。著書にThe Solar Parallax and its Related Constants（1891年）がある。